# Physikalisch-Technische Bundesanstalt

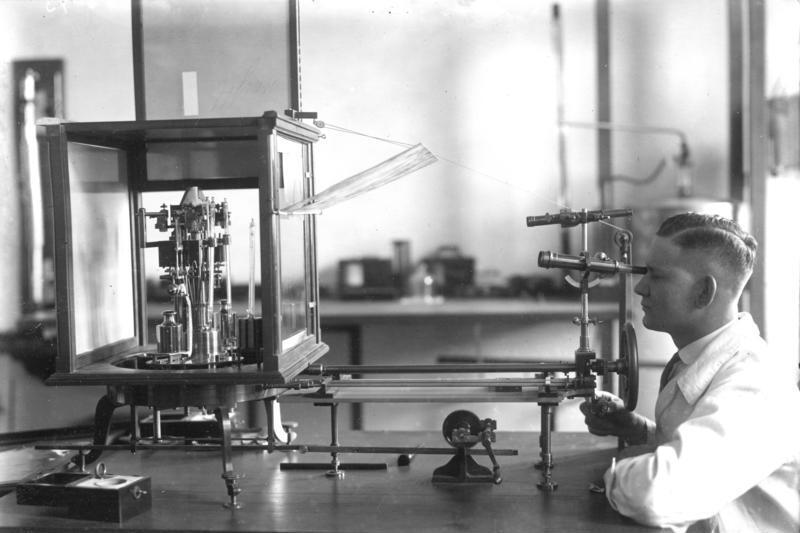
L'Institut allemand des poids et mesures, à la Bundesanstalt en 1928.

La Physikalisch-Technische Bundesanstalt (PTB ; littéralement « Établissement fédéral de technique physique ») est l'agence nationale de métrologie de la République fédérale d'Allemagne, ayant pour mission de développer la métrologie pour les sciences, la technique et la société. Le PTB a deux sites principaux situés à Brunswick et à Berlin. Cet institut a créé l'émetteur DCF77, et en est aujourd'hui responsable.

## Histoire
En 1887, la Physikalisch-Technische Reichsanstalt (PTR) a été fondé à Charlottenburg sur l'initiative de Werner von Siemens, et de Hermann von Helmholtz. En 1898, la PTR reçoit comme mission de représenter et de conserver les grandeurs électriques. En 1923, elle fusionne avec la Reichsanstalt für Maß und Gewicht, et reçoit ainsi la mission de fixer et de veiller sur les unités légales.
Par suite de troubles liés à la Seconde Guerre mondiale, la PTR est contrainte de déménager. Après la fin de la guerre, elle s'établit à Berlin Ouest. Quelques années plus tard, en 1950, la Physikalisch-Technische Bundesanstalt (PTB) est fondée à Brunswick. Elle fusionne avec la PTR en 1953.
En 1977, elle reçoit pour mission de traiter les déchets radioactifs, mission qui lui sera retirée en 1989. En 1990, elle prend en charge les missions de l'ancienne Amtes für Standardisierung, Meßwesen und Warenprüfung (Bureau de standardisation, de métrologie et de contrôle des marchandises) de l'ancienne RDA.

## Axes de recherche actuels
En 2009, la PTB devient le premier institut scientifique au monde à produire un condensat de Bose-Einstein à partir du calcium d'atomes alcalino-terreux, une expérience qui permet par exemple de mieux calculer les champs gravitationnels et de perfectionner le suivi des déformations terrestres. En 2017, avec l'European Synchrotron Radiation Facility, l'institut fédéral allemand d'évaluation des risques, et l'université Louis-et-Maximilien de Munich, la PTB met en évidence les risques de santé liés aux tatouages, citant la présence dans les ganglions lymphatiques des personnes tatouées de dioxyde de titane (souvent présent dans les encres) qui provoque plusieurs symptômes physiologiques. En juin 2017, la PTB, avec la JILA (NIST/CU-Boulder), établit un nouveau record en élaborant une raie spectrale de laser fine de 10 mHz.
En 2016, une équipe de la PTB met au point l'horloge nucléaire la plus précise au monde. La nouvelle horloge abandonne le jet de césium au profit de l'ytterbium pour devenir 100 fois plus précise. En avril 2017, grâce à la conception d'un thermomètre à gaz diélectrique constant par la PTB, le kelvin n'est plus défini par le point triple de l'eau mais par ce thermomètre. En mai 2019, après des années de recherche centralisée par la PTB, le kilogramme n'est plus indexé sur le cylindre du Bureau international des poids et mesures mais sur les constantes naturelles.

## Description
La PTB dépend du Ministère fédéral de l'Économie et a pour mission de développer la métrologie. Elle doit notamment déterminer, veiller et mettre à disposition les constantes physiques et fondamentales. L'objectif est de permettre un développement des sciences, de l'industrie et du commerces, grâce à l'harmonisation des systèmes de mesure dans le monde, le Système international d'unités. À cette fin, elle collabore avec des institutions étrangères, mais aussi avec les institutions internationales, comme le Bureau international des poids et mesures. Elle a aussi des relations avec les universités et centres de recherche allemands pour mener à bien la recherche en métrologie.
La PTB a un budget de 130 millions d'euros et est composé d'environ 1 900 employés, dont 1 500 basés à Brunswick. Elle est organisée autour de 200 groupes de travail regroupés en neuf départements[Lesquels ?].

## Personnalités liées
- Udo Adelsberger (de)
- Walther Bothe
- Abraham Esau
- Ernst Gehrcke (en)
- Hans Geiger
- Werner Gitt
- Eugen Goldstein
- Hermann von Helmholtz
- Fritz Houtermans
- Friedrich Kohlrausch
- August Kundt
- Max von Laue
- Carl von Linde
- Otto Lummer
- Walther Meißner
- Walther Nernst
- Robert Ochsenfeld
- Friedrich Paschen
- Adolf Scheibe
- Johannes Stark
- Emil Warburg
- Wilhelm Wien

## Direction
| Identité                                   | Période | Période  | Durée         |
| Identité                                   | Début   | Fin      | Durée         |
| ------------------------------------------ | ------- | -------- | ------------- |
| Hermann Ludwig von Helmholtz (1821 - 1894) | 1887    | 1894     | 7 ans         |
| Emil Warburg (1846 - 1931)                 | 1905    | 1922     | 17 ans        |
| Walther Hermann Nernst (1864 - 1941)       | 1922    | 1924     | 2 ans         |
| Johannes Stark (1874 - 1957)               | 1933    | 1939     | 6 ans         |
| Abraham Esau (1884 - 1955)                 | 1939    | 1945     | 6 ans         |
| Wilhelm Steinhaus (d) (1884 - 1970)        | 1945    | 1945     | moins d’un an |
| Martin Grützmacher (d) (1901 - 1994)       | 1947    | 1947     | moins d’un an |
| Wilhelm Kösters (d) (1876 - 1950)          | 1948    | 1950     | 2 ans         |
| Richard Vieweg (d) (1896 - 1972)           | 1951    | 1961     | 10 ans        |
| Martin Kersten (d) (1906 - 1999)           | 1961    | 1969     | 8 ans         |
| Ulrich Stille (d) (1910 - 1976)            | 1970    | 1975     | 5 ans         |
| Dieter Kind (d) (1929 - 2018)              | 1975    | 1995     | 20 ans        |
| Ernst O. Göbel (d) (né en 1946)            | 1995    | 2011     | 16 ans        |
| Joachim Ullrich (d) (né en 1956)           | 2012    | 2022     | 10 ans        |
| Cornelia Denz (en) (née en 1963)           | 2022    | En cours | 3 ans         |